# Unionville (condado de Centre)
Unionville es un borough (subdivisión administrativa similar a un municipio) ubicado en el condado de Centre, Pensilvania, Estados Unidos. Según el censo de 2020, tiene una población de 267 habitantes.

## Geografía
Está ubicado en las coordenadas 40°54′23″N 77°52′36″O / 40.90639, -77.87667 (40.906295, -77.876678).

## Demografía
Según la Oficina del Censo en 2000 los ingresos medios por hogar en la región eran de $34,286 y los ingresos medios por familia eran de $39,250. Los hombres tenían unos ingresos medios de $28,125 frente a los $26,250 para las mujeres. La renta per cápita para la localidad era de $15,284. Alrededor del 13.5% de la población estaba por debajo del umbral de pobreza.
De acuerdo con la estimación 2015-2019 de la Oficina del Censo, los ingresos medios por hogar en la región son de $60,625 y los ingresos medios por familia son de $61,875. Alrededor del 19.4% de la población está por debajo del umbral de pobreza.